# کامرون ریچاردسون
کامرون ریچاردسون (زاده ۱۱ سپتامبر ۱۹۷۹) بازیگر و مدل آمریکایی است. او بخاطر نقش‌آفرینی در سریال جزیره هارپر، محصول شبکه سی‌بی‌اس به شهرت زیادی رسید.

## زندگی شخصی
ریچاردسون متولد باتون‌روژ، لوئیزیانا است ولی در نیوجرسی بزرگ شد. بعد پایان دوران دبیرستان برای اینکه یک مدل شود به نیویورک می‌رود که در آنجا آژانسی که وی به عنوان مدل برای آنها کار می‌کرد به او پیشنهاد بازیگری می‌دهد.

وی مدتی با میک انزیگر (خواننده) نامزد بود و تاکنون در چند موزیک ویدئوی مختلف حضور داشته اشت.

کامرون ریچاردسون هم‌اکنون ساکن شهر لس‌آنجلس است و یک پسر به نام «میلو» دارد.

## فیلم‌ها
- یک شغل پیدا کن
- آلوین و سنجاب‌ها
- زنان در دردسر
- نشنال لمپون نه چندان قانونی
- ظهور

## پیوند
- کامرون ریچاردسون در بانک اطلاعات اینترنتی فیلم‌ها